# 商法
商法（しょうほう）
- あきないのしかた[1]。商売のしかた。
- 〔法律用語〕（フランス語：code de commerce、英語：commercial law、buisiness law）
  - 実質的に、商事（商売にかかわること）に関する私法的法規を指すための総称[1]。
  - 形式的に、商法典の呼称[1]。
  - 大陸法における法分野であり、民法の特別法として、また商人の営業、商行為、その他商事についての一般法である（実質的意義の商法）。また、そのような内容を定めた法典の名称としても用いられることもあり、その場合には当該法典を指すこともある（形式的意義の商法）。
  - 日本の特定の法律や特定の法律群の名称。狭義には「商法」という題名の法律（商法典）を指し、これは形式的意義の商法といわれる。広義には商法典に会社法、保険法、保険業法、手形法、小切手法などの関連法令を含めた法体系全般を指し、これは実質的意義の商法といわれる。

## 日本法
商法（しょうほう、英語: Commercial Code、明治32年3月9日法律第48号）は、商人の営業、商行為その他商事に関する日本の法律である。
1899年（明治32年）3月9日に公布された。所管官庁は、法務省（民事局商事課）である。
商事に関して、商法に規定がない場合には慣習法である商慣習に従い、商慣習にも規定がない場合には同じく法務省が所管する民法が適用される。

### 商法の分野
日本の商法は関連する法令を含め、一般に下記のような分類がなされる。現在独立している法律（会社法、保険法、手形法および小切手法）もかつては本法の一部を構成していた。
商法総則
商法の全体の通則となる規定であり、本法第1編総則（1条 - 31条、32条 - 500条は削除）が該当する。2005年（平成17年）の会社法制定に併せて口語化を含めた全部改正がなされた。
会社法
一般的な営利社団法人である会社について規定する法分野であり、現在は会社法（平成17年法律第86号）により規定される（会社法の施行前は本法旧第2編会社、旧有限会社法、旧株式会社の監査等に関する商法の特例に関する法律等）。
商行為法
企業活動としての法律行為（商取引）に関する規定であり、本法第2編商行為（501条 - 628条、629条 - 683条は削除）が該当する。第1章総則から第4章匿名組合までは2005年（平成17年）の会社法制定に併せて口語化を含めた全部改正がされた。
保険法
保険に関する法分野であり、現在は陸上保険については保険法（平成20年法律第56号）、海上保険については本法第3編第6章保険において規定されている（保険法の施行前は第2編第10章保険）。本来は商行為法の一部であるが、厳密には営利保険（商行為として引き受けられる保険）に関する規律のみが商法の一分野といえるが、保険法はそれ以外の保険（相互保険や根拠法のない共済など）をも対象としており、また、商法の海上保険の規定は相互保険にも準用されている。
有価証券法
有価証券に関する法分野であり、主に手形法および小切手法により規定される（手形法、小切手法の施行前は本法旧旧第4編第1章から第3章まで手形、第4章小切手）。その他の有価証券については別の法分野の一部において扱われるのが実情である（例えば株券については会社法、船荷証券については海商法）。ただし、債権法改正に伴い、有価証券法は民法の一分野として位置づけられることになることが想定されている。
海商法
海上企業に関する法分野であり、本法第3編海商（684条 - 851条）に加えて国際海上物品運送法、船舶の所有者等の責任の制限に関する法律（船主責任制限法）などが該当する。厳密には商行為を目的とする船舶に関する規律のみが商法の一分野といえるが、商法の海商法の規定は商行為を目的としない船舶（官公有船を除く）にも準用されており、併せて海事私法を形成している。
商法施行条例（明治23年法律第59号）
商法（明治23年法律32号）施行以前の法令、施行以前から存在する権利・義務、施行前に行われた手続等の取扱いについて定める。商法施行法により廃止された。
商法施行法（明治32年法律第49号）
商法（明治32年法律第48号）施行以前の法令、施行以前から存在する権利・義務、施行前に行われた手続等の取扱いについて定めるが、湖川、港湾、及び沿岸小航海の範囲は逓信大臣（現・国土交通大臣）が定める（第121条）、商法第709条に規定する属具目録の様式は逓信大臣が定める（第130条）のような商法施行後に行われた行為に関連する規定も含まれていた。この二つの規定は、 2018年（平成30年）改正で削除された。
商法中改正法律施行法（昭和13年法律第73号）
1938年（昭和13年）改正の施行以前の法令、施行以前から存在する権利・義務、施行前に行われた手続等の取扱いについて定めるが、改正後の商法に規定する「小商人」の定義（第3条）のような商法改正施行後に行われた行為に関連する規定も含まれていた。会社法の施行に伴う関係法律の整備等に関する法律（平成17年7月26日法律第87号）で廃止された。

### 構成
本法は、1899年（明治32年）の制定以降、大規模、小規模の改正を重ねて現在に至っている。
- 第1編 総則
  - 第1章　通則（第1条 - 第3条）
  - 第2章　商人（第4条 - 第7条）
  - 第3章　商業登記（第8条 - 第10条）
  - 第4章　商号（第11条 - 第18条）
  - 第5章　商業帳簿（第19条）
  - 第6章　商業使用人（第20条 - 第26条）
  - 第7章　代理商（第27条 - 第500条）
- 第2編 商行為
  - 第1章　総則（第501条 - 第523条）
  - 第2章　売買（第524条 - 第528条）
  - 第3章　交互計算（第529条 - 第534条）
  - 第4章　匿名組合（第535条 - 第542条）
  - 第5章　仲立営業（第543条 - 第550条）
  - 第6章　問屋営業（第551条 - 第558条）
  - 第7章　運送取扱営業（第559条 - 第568条）
  - 第8章　運送営業
    - 第1節　総則（第569条）
    - 第2節　物品運送（第570条 - 第588条）
    - 第3節　旅客運送（第589条 - 第594条）

  - 第9章　寄託
    - 第1節　総則（第595条 - 第598条）
    - 第2節　倉庫営業（第597条 - 第683条）
- 第3編 海商
  - 第1章　船舶（第684条 - 第704条）
    - 第1節  総則（第684条・第685条）
    - 第2節  船舶の所有
      - 第1款  総則（第686条‐第691条）
      - 第2款  船舶の共有（第692条‐第700条）

    - 第3節  船舶賃貸借（第701条‐第703条）
    - 第4節  定期傭船（第704条‐第707条）

  - 第2章　船長（第708条 - 第736条）
  - 第3章　海上物品運送に関する特則
    - 第1節　個品運送（第737条‐第747条）
    - 第2節　航海傭船（第748条 - 第756条）
    - 第3節  船荷証券等（第757条‐第769条）
    - 第4節  海上運送状（第770条‐第787条）

  - 第4章　船舶の衝突（第788条 - 第791条）
  - 第5章　海難救助（第792条 - 第807条）
  - 第6章　共同海損（第808条 - 第814条）
  - 第7章　海上保険（第815条 - 第841条）
  - 第8章  船舶先取特権及び船舶抵当権（第842条‐第850条）

t,s制定時は第1編総則、第2編会社、第3編商行為、第4編手形、第5編海商であった。第4編は手形法制定で第1章から第3章までが、小切手法制定で第4章が削除され、長らくの間は第1編総則、第2編会社、第3編商行為、第4編海商となった。その後、会社法制定に伴って会社に関する規定の削除等の整備が行われ、現在の編構成となる。さらに、保険法制定で第2編第10章が削除された。

### 実質的意義での商法
実質的意義での商法は、私法の一般法である民法の特別法として位置づけられるが、その法領域については、議論がある。
当初は経済上の商、すなわち生産者と消費者との間に介在して有形財貨の転換の媒介をする営利行為（固有の商）を対象とすると把握されてきた。しかし、経済の発達により、このような媒介行為の必要を満たすための補助的な行為（銀行取引、物品運送、損害保険など。補助商）やこれらと類似の経営方法によるもの（出版、旅客運送など。第三種の商）についても、商法の対象になるとされるようになった。
このような事情があることから、上記の行為を統一的に把握するため、どのような点に着目して実質的意義の商法を把握すべきかが問題となる。
商的色彩論
田中耕太郎の主張した説で、法律事実の商的色彩に着目することにより、民法から独立した商法体系を構築することは可能であると主張する説。
企業法論
西原寛一の主張した説で、企業生活関係を規律の対象とする法規の全体をいうとする説。この見解が出てから、日本では、商法を「企業に関する法」と解するのが通説となっている。

#### 民商二法統一論
民商二法統一論とは、民法典と商法典とを一元化すべきであるという主張である。民法から独立した商法体系を構築することは不可能ないし不要であるとする見解を前提としている。日本では明治の梅謙次郎以来その歴史は長いが、あまり支持されていない。

### 歴史

#### 旧商法
江戸時代には幕府が儒教的な重農抑商政策を進めたこと、諸藩が自藩の産業保護を優先した事によって、商業の全国的レベルでの発展は抑え込まれた。現代的な会社形態の組織が生まれる事はなく、商業のほとんどは個人または同族経営による商店のみが存在した。そのため、商取引は商慣習に従って行われた。それでも大坂などの大都市を中心に高度な為替システムの成立を見るなど、その水準は決して低くはなかった。
明治に入ると、近代的な会社・企業組織などの考えが日本にも伝わった。政府も欧米の巨大な資本に対抗するには日本でも企業を起こしていく必要性があると考えた。そこで士農工商的な職業の制限を廃して、会社設立を容認する政策を採った。だが、会社の設立のルールが存在しなかった（先行していた国立銀行条例（1872年）が模範例とされたが、あくまでもモデルでしかなかった）ため、その組織形態もバラバラでありすぐに倒産する会社も少なくなかった。また為替などに対する統一した基準と法的根拠を求める声も高まった（1882年に「為替手形約束手形条例」が暫定的に定められた）。
そこで1881年4月、外務省嘱託であったドイツの法学者で経済学者でもあったヘルマン・ロエスレルに商法起草を依頼したのである。彼はドイツの商法を基（破産法などはフランスによる）にした草案を1884年1月に完成させた。この草案を基にして1890年に成立したのが、旧商法と称される「商法」（明治23年法律32号）である。この商法は「商ノ通則」「海商」「破産」の3編から構成されていた。これを審議した元老院では、施行を翌年1月からと定めた。

#### 商法典論争
ところが、この年の秋から帝国議会が開かれるようになると、民法典論争の煽りを受けて新しい商法に対する反対論が噴出した。そこには法学者のみならず、商工会議所（当時、東京では「商工会」、大阪・神戸では「商法会議所」と呼ばれていた）に属する商工業者からの抗議もあった。
主な意見として、一つは民法と商法とは密接な関係にあるにもかかわらず、民法はフランス系で商法はドイツ系で法体系が違っており、双方の間に重複が多すぎるという指摘である。特に「契約作成能力」や「委任契約」に至っては2つの法律の間に矛盾さえ生じていた。もう一つはロエスレルが日本の商慣習を「曖昧で前近代的で全く考慮に値しない」と評して慣習法としての価値を全く認めようとしなかったことがある。穂積陳重らが商法はそもそも商慣習の集成に由来するのに現地の商慣習を無視した商法はありえないと主張した事もあって、実際の商法では商慣習を認めたものの、低い地位に置かれていた。
だが、同じ商工会議所でも海外貿易の盛んな大阪では早期施行を要求する嘆願が、逆に東京では施行延期を求める嘆願が出されるなど、複雑な展開を見せた。結局、商法の施行は2年間（後に期限は更新された）延期されることになった。だが、後に東西の商工会議所の間で日本に具体的な規定がない会社法や破産法については暫定的に商法を施行すべきであるという意見の合意を見た事もあって、1893年7月に会社・手形及び小切手・破産法の部分の先行施行が実施された。そして、1898年7月に施行期限延長手続の中止によって全面施行に至る。もっとも新しい商法草案が既に帝国議会において審議中でその成立が時間の問題だったために敢えて再度の延長手続は取られなかったというのが実情とも言われている（実際、旧商法は1年弱の期間しか施行されなかった）。
1893年3月、梅謙次郎・岡野敬次郎・田部芳によってドイツ商法を基本にした草案が出され、当時の伊藤博文首相を長とする法典調査会において審議され、梅と穂積陳重・富井政章によって商法法案として纏められた。1899年3月に新しい商法が公布され、3か月後に旧商法（破産法は旧商法をそのまま転用）に代わって施行されることになった。主な改正点としては、会社設立を許可制から準則主義にし事実上の自由化を行ったこと、商慣習の地位を引き上げて商法にない規定は商慣習法を援用するようにしたこと、会社の合併の規定を設けたことなどが挙げられる。

#### 主な改正
その後も頻繁に改正が行われている。その主な点を挙げる。
- 1911年（明治44年）改正 - 明治44年法律第73号(5月3日公布)、10月1日施行
  - 取締役・監査役に対する民事上の責任を強化
- 1922年（大正11年） - 破産法(大正11年法律第71号(4月25日公布)、1913年（大正12年）1月1日施行)（旧破産法）制定
  - 商法(明治23年法律第32号）（旧商法）第3編「破産」の廃止(現行商法施行の際に、旧商法は第3編「破産」を除き廃止されており、これにより旧商法は全面的に廃止となった。）
  - 商法第405条の改正
- 1932年（昭和7年） - 手形法(昭和7年法律第20号(7月15日公布)、1934年（昭和9年）1月1日施行)制定
  - 商法第4編「手形」規定のうち第1章から第3章までの廃止
- 1933年（昭和8年） - 小切手法(昭和8年法律第57号(7月29日公布)、1934年（昭和9年）1月1日施行)制定
  - 商法第4編「手形」規定のうち第4章の廃止
- 1938年（昭和13年）改正 - 昭和13年法律第72号(4月5日公布)、1940年（昭和15年）1月1日施行
  - 有限会社法の制定
  - 議決権なき株式の新設
  - 商法旧第4編「手形」規定[注 1]を削除し旧第5編「海商」の第4編への繰上
- 1950年（昭和25年）改正 - 昭和25年法律第167号(5月10日公布)、1951年（昭和26年）7月1日施行
英米法的な制度導入。
  - 授権資本制度の導入
    - 会社設立時に全部の株式を発行する必要がなくなる。
    - 新株発行が株主総会の特別決議事項から取締役会の決議事項に。
    - 無額面株式制度の導入。

  - 取締役会の法定・権限強化
    - 株主総会の権限を大幅に取締役会に移譲。
    - 監査役の権限を縮小し、会計監査に限定。

  - 株主の権利強化
    - 株主代表訴訟提起権、違法行為差止請求権、会計帳簿閲覧請求権、株式買取請求権など。
- 1955年（昭和30年）改正 - 昭和30年法律第28号(6月30日公布)、7月1日施行
  - 定款記載事項の削除（新株引受権に関する商法旧会社編166条5号）
- 1962年（昭和37年）改正 - 昭和37年法律第82号(4月20日公布)、1963年（昭和38年）4月1日施行
  - 企業会計実務に対応させ、損益法を導入（原価主義の採用、繰延資産の拡大）
  - 株式会社事務・登記手続の簡素化
- 1966年（昭和41年）改正 - 昭和41年法律第83号(6月14日公布)、7月1日施行
  - 議決権の不統一行使
  - 新株発行手続
  - 新株引受権の譲渡
  - 転換社債の転換
  - 定款による株式譲渡制限の導入
  - 額面・無額面株式の相互転換
  - 株券の裏書廃止。不所持制度の導入
- 1974年（昭和49年）改正 - 昭和49年法律第21号(4月2日公布)、10月1日施行
  - 監査に関する商法特例法の制定
  - 累積投票制度
  - 抱き合わせ増資
  - 転換社債
  - 休眠会社の整理
  - 中間配当
- 1981年（昭和56年）改正 - 昭和56年法律第74号(6月9日公布)、1982年（昭和57年）10月1日施行
1975年（昭和51年）のロッキード事件、1978年（昭和53年）のダグラス・グラマン事件等の会社資金不正支出という不祥事が明るみに出された結果、このような事件を会社が自治的に防止できるような措置を講ずるための改正がなされた。
  - 株式制度の合理化（株式単位を5万円に引き上げ、単位株制度・端株制度の導入など）
  - 監督制度の強化
    - 議案提案権、取締役の説明義務、総会決議無効・取消しの訴え
    - 総会屋排除のため、株主への利益供与の禁止
    - 取締役会・監査役の監督権限強化

  - 株主・会社債権者に対するディスクロージャー
  - 新株引受権付社債の新設
  - 商法特例法の大会社の範囲拡大（資本額のほかに、負債総額も基準にする。）、複数監査役制度および常勤監査役制度の法定。
- 1990年（平成2年）改正 - 平成2年法律第64号(6月29日公布)、1991年（平成3年）4月1日施行
  - 小規模閉鎖会社への対応（発起人数の規定撤廃（1人でも可能に）など）
  - 債権者保護の規制（株式会社1,000万円・有限会社300万円の最低資本金制度の導入など）
  - 資金調達制度の整備
- 1993年（平成5年）改正 - 平成5年法律第62号(6月14日公布)、10月1日施行
1991年（平成3年）6月に発覚した証券・金融不祥事件（証券会社の一部の投資家に対する損失補填、金融機関の偽造の預金証書を担保とする融資）を契機として、監査制度を充実する改正がなされた。
  - 株主による監督機能の強化（代表訴訟の訴額を95万円とみなす。帳簿閲覧権の要件緩和。）
  - 監査機能の強化（監査役の任期を2年から3年に伸長。大会社における監査役の員数の増加、社外監査役、監査役会導入）
  - 社債制度の改善（社債発行限度規制の撤廃。社債管理会社の設置義務化）
- 1994年（平成6年）改正 - 平成6年法律第66号(6月29日公布)、10月1日施行
  - 自己株式所得規制の緩和（使用人への譲渡目的の取得、定時総会決議による株式の利益消却、譲渡制限会社で買受人指定請求されたときの取得）
- 1997年（平成9年）改正（1） - 平成9年法律第56号(5月21日公布）、6月1日施行、一部10月1日施行
  - ストックオプション制度の創設（自己株式方式と新株引受権方式）
  - 定款の授権により、取締役会決議での株式消却（株式消却商法特例法の新設）
- 1997年（平成9年）改正（2） - 平成9年法律第71号(6月6日公布)、10月1日施行
  - 合併手続の簡素化
- 1997年（平成9年）改正（3） - 平成9年法律第107号(12月3日公布)、12月23日施行
  - 利益供与罪の厳罰化（法定刑の引き上げ、利益要求罪・威迫利益要求罪の新設）
- 1998年（平成10年）改正 - 平成10年法律第107号(6月15日公布)、7月1日施行、一部、1999年（平成11年）10月1日施行
  - 資本準備金による株式消却（株式消却特例法を改正し、取締役会決議で可能に。2000年（平成12年3月）までの期間限定。）
- 1999年（平成11年）改正 - 平成11年法律第125号(8月13日公布)、1999年（平成11年）10月1日施行
  - 株式交換・株式移転制度の創設（持株会社や完全子会社の創設が容易になる。）
- 2000年（平成12年）改正 - 平成12年法律第90号(5月31日公布）、2001年（平成13年）4月1日施行
  - 会社分割制度の創設（特定事業部門の子会社化や子会社間での事業整理が容易になる。）
- 2001年（平成13年）改正（1） - 平成13年法律第79号(6月29日公布）、10月1日施行
  - 有限会社に関する改正
  - 金庫株の解禁（自己株式の取得、保有、処分の自由化）
  - 法定準備金に関する改正
    - 利益準備金として積み立てる限度額の改正（商法288条）
    - 法定準備金の減少手続の創設（商法289条）

  - 額面株式制度の廃止、株式の大きさに関する規制の撤廃等
    - 額面株式の廃止
    - 会社設立時の株式の発行価格に関する規定の廃止
    - 株式の純資産額規制の廃止
    - 単元株制度の創設と単位株制度の廃止
    - 端株制度の整備
- 2001年（平成13年）改正（2） - 平成13年法律第128号(11月28日公布）、2002年（平成14年）4月1日施行
  - 株式制度の見直し
    - 譲渡制限会社における（(1)総数引き受けの場合の特例、(2)譲渡制限会社における新株発行、(3)種類株式制度の見直し、(4)新株予約権の新設）

  - 株主総会及び株式会社関係書類の電子化等に関する事項
    - 会社関係書類の電子化
    - 株主総会の招集通知の電子化
    - 株主総会の書面又は電磁的方法による議決権の行使
    - 計算書類の公開
- 2001年（平成13年）改正（3） - 平成13年法律第149号(12月12日公布）、2002年（平成14年）5月1日施行
  - 経営責任の軽減と代替措置の確保
    - 監査役の機能強化（(1)監査役の取締役会への出席義務付け、(2)監査役の任期延長、(3)監査役の辞任に関する意見陳述権、(4)社外監査役の増員）

  - 取締役、監査役の責任の軽減
  - 株主代表訴訟制度の合理化（(1)監査役の考慮期間の延長、(2)訴訟の和解における取締役の責任の免除、(3)会社の被告取締役への補助参加できることの明文化
- 2002年（平成14年）改正 - 平成14年法律第44号(5月29日公布）、2003年（平成15年）4月1日施行
  - 委員会等設置会社の導入
  - 重要財産委員会制度の導入
  - 株主総会手続の簡素化
  - 株主総会特別決議の定足数の緩和
  - 種類株主による取締役等の選解任制度の導入
  - 株券失効制度の創設
  - みなし大会社制度の導入
  - 連結決算制度の導入
  - 計算関係規定の省令委任
  - 現物出資等の財産価格の証明制度
  - 外国会社の営業所設置義務の撤廃
- 2003年（平成15年）改正 - 平成15年法律第132号(7月30日公布）、2003年（平成15年）9月25日施行
  - 取締役会議決による自己株式の取得
  - 中間配当限度額の見直し
- 2004年（平成16年）改正 - 平成16年法律第87号(6月9日公布）、2005年（平成17年）2月1日施行
  - 電子公告制度の導入
  - 第2編第5章（電子公告調査機関）を現代語化（商法における現代語化の初め）
- 2005年（平成17年）改正 - 平成17年法律第87号(6月6日公布）、2006年（平成18年）5月1日施行
  - 会社法（平成17年法律第86号）制定
  - 商法旧第2編「会社」規定の廃止と旧第3編「商行為」・旧第4編「海商」の第2編・第3編への繰り上げ
  - 有限会社法の廃止
  - 商法特例法の廃止
  - 商法中署名スヘキ場合ニ関スル法律の廃止
  - 第1編「総則」全ておよび第2編（旧第3編）「商行為」の一部（第1章から第4章）の口語体化
- 2008年（平成20年）改正 - 平成20年法律57号(7月26日公布）、2010年（平成22年）4月1日施行
  - 保険法制定
  - 第2編「商行為」第10章の削除
- 2018年（平成30年）改正 - 平成30年法律29号(5月25日公布）、2019年（平成31年）4月1日施行[3]
  - 航空運送及び複合運送に関する規定の新設
  - 危険物についての荷送人の通知義務に関する規定の新設
  - 船舶の衝突、海難救助、船舶先取特権等に関する規定の整備
  - 商法で文語体として残っていた第2編第5章から第9章および第3編「海商法」を口語体化。これにより商法の本則全部の口語体化が完了されると同時に、六法全部の本則の口語体化が完成した。

## アメリカ法
米国では統一商法典というものが、実質的に米国全土の商法典として機能している。
米国というのは、United States Of Americaという名称でも分かるように、いくつものstate（くに、邦、州）が集まって成立している連邦国家であり、成立の基本は、ひとつひとつのstateのほうであり、米国の法律の基本は州法である。各state（州）の州政府が制定する州法であり、米国の50州がそれぞれ異なる法律を持っている。連邦法というものも確かにありはするが あくまで基本は州法なのである。ところが、商売・ビジネスというのは州をまたいでも行われるものであり、商取引上の問題が複数の州にまたがる場合には何らかの米国全体として法的な統制をとる必要がある。そこで、連邦法の適用対象外となっていて連邦法では一律に規制し得ない分野について、米国法を統一する目的で作成されたのが Uniform Commercial Code（略す場合は「U.C.C.」）（統一商法典）というものである。(米国のものと明示し、他国のものと区別するために「米国統一商法典」と呼ぶこともある。)　このU.C.Cによって、連邦法を制定するのではなく、「モデル法案」を作成しており、それを各州に採択させるという方法が採用されているのである。そして、このU.C.C.は現在ほぼ全州でそのまま採択されているので、実質的に米国での「連邦商事法」のような役割を果たしている。

### 歴史
1942年、American Law Institute（短縮形：ALI、米国法律協会）と（Uniform Law Commission 統一州法委員会（ULC）が共同事業として、U.C.C.の作成に着手し、1951年に最終草案を作成し、1952年に最初のU.C.C.を発表した。
現在では、米国すべての州でU.C.C.が採択されている（例外はせいぜいルイジアナ州で、同州は部分採択の形をとった）。よって、このU.C.C.は実質的には、米国の「連邦商事法」のような役割を果たしていると言えるわけである。

### 内容、構成
内容、構成は以下の通り。
- 第1編： 総則
- 第2編： 売買
- 第2編A：リース
- 第3編： 流通証券
- 第4編： 銀行預金および銀行取り立て
- 第4編A：資金移動
- 第5編： 信用状
- 第6編： 詐害的大量売却
- 第7編： 倉庫証券、運送証券およびその他の権原証券
- 第8編： 投資証券
- 第9編： 担保取引（売掛債権及び動産抵当証券の売買）
- 第10編：施行期日および廃止規定
- 第11編：経過規定

細部が幾度にもわたり改正された経緯がある。